# Enrique Enn
Alexis Novoa (13 de diciembre de 1995, San Cristóbal, Venezuela), conocido por su nombre artístico Enrique Enn, es un artista urbano y pintor venezolano, que reside actualmente en la ciudad de Miami, Florida.
Su estilo se caracteriza por hacer firmas de grafiti sobre lienzo, también por la utilización de técnicas como serigrafía, stencil, pintura en spray, pintura acrílica y pintura en aceite. Ha realizado trabajos artísticos para futbolistas y cantantes, y estuvo posicionado en el top 10 de Artistas Callejeros en Google.

## Biografía
Oriundo de la ciudad de San Cristóbal, Enrique desde muy joven fue atraído por el arte, comenzando a realizar grafiti en su ciudad natal a la edad de 14 años.
En el 2014, Enrique con 18 años de edad decide mudarse a Estados Unidos a la ciudad de Miami junto a su hermana debido a los problemas económicos y sociales de Venezuela. En esta nueva etapa, retomó su labor artística, obteniendo así diferentes colaboraciones con diversas personalidades del medio artístico, asimismo, participación en diversas exposiciones de arte en Estados Unidos y Francia.
En 2021, el buscador Google lo posicionó dentro del top 10 de artistas callejeros. En ese mismo año, lanzó su obra titulada «Visión», plasmando personajes característicos de su infancia y con mensajes para sus seguidores.
En 2022, se anunció como parte de los artistas a mostrar sus nuevos proyectos en Art Basel Miami 2022, donde presentará su próxima colección “Fe”.

## Estilo
Enrique Enn muestra diferentes técnicas en sus obras. Habitualmente, su estilo se distingue por la combinación de pintura acrílica con pintura en spray, trabajando en una paleta de colores neón.

## Obras notables
- 2015: arte gráfico para la canción «Gatilleros (Remix)» de Tito el Bambino y DJ Luian[17]
- 2016: arte gráfico para la canción «Pa Ti» de Bad Bunny junto a Bryant Myers.[19]
- 2019: artes gráficos alternativos para el álbum Oasis de J Balvin y Bad Bunny.[20]
- 2020: «Richie Rich» (retratos del actor Macaulay Culkin en Ricky Ricón).[21]
- 2020: «Supreme x Lamborghini Skateboard deck by Enrique Enn».[22]
- 2021: «Pizarro» (obra inspirada en el futbolista Rodolfo Pizarro).[23]
- 2021: Top 10 «Artistas callejeros».[24]
- 2021: «Visión» (obra NFT).[25]
- 2022: «Vivimos por la Fe» - Tupac Shakur[26]
- 2022: «Por Fe» en Red Dot Miami[27]